# ذاكرة رئيسية
وحدة الذاكرة الرئيسية أو الذاكرة الرئيسية مصطلح يطلق على ذاكرة النظام الرئيسية، مهمتها خزن البيانات المرسلة من وحدة الادخال قبل معالجتها، وحفظ البيانات المُعالجَة قبل إرسالها إلى وحدة الإخراج، تحتفظ الذاكرة الرئيسة بالبرامج التي تحتاجُها وحدة المعالجة في عملها، تتكون الوحدة من الذاكرة العشوائية (بالإنجليزية: RAM)‏ وذاكرة القراءة فقط (بالإنجليزية:  ROM)‏.

## مكونات الذاكرة الرئيسية
تتكون ذاكرة الحاسب الرئيسية من مواد إلكترونية أو مغناطيسية:
- مواد إلكترونية: أي أنها تشحن بالكهرباء لتصبح إما موجبة وإما سالبة أي باصطلاح علم الحاسب شغال أو غير شغال.
- مواد مغناطيسية: أي أنها تشحن بالكهرباء لتصبح ذات قطب موجب وآخر سالب وهي ايضاً تعني باصطلاح علم الحاسب شغال أو غير شغال وهذا يساوي النظام الزوجي 1 أو صفر.

فالحاسب يعالج البيانات بنظام العد الثنائي أي أنه يحولها إلى قيم ثنائية ممثلة بصفر أو واحد، أي أن الدوائر الإلكترونية أو المواد المغناطيسية تكون إما مفتوحة (ON) أو مغلقة (OFF). وقد اصطلح على كل مكون من مكونات الذاكرة اسم بت (bit) وهو اختصار للعبارة الإنجليزية (Binary Digit) أي العد الثنائي.
وبما أن البت لا يسمح بقبول بقية الحروف، فقد رؤي أن تضم كل ثمانية بتات لتمثل حرفا واحدا، وقد أطلق على الثمانية بتات مجتمعة اسم بايت (Byte)، فالبايت عبارة عن وحدة تخزين لنوع معين من الأجهزة، وهناك وحدات تخزين أخرى تسمى الكلمة (word) والتي تتفاوت عدد البتات فيها فمنها ما يتكون من 60 بتاً، ومنها ما يتكون من 6 بتات.

## ذاكرة الوصول العشوائي

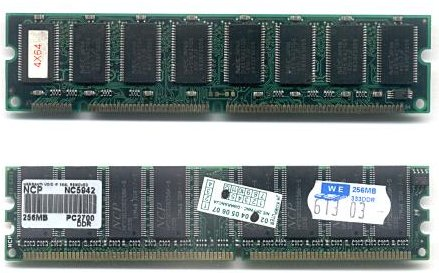
ذاكرة وصول عشوائي

ذاكرة الوصول العشوائي (بالإنجليزية: Random Access Memory) وتختصر RAM وتعتبر المكون الأول لوحدة الذاكرة الرئيسية، وهذا نوع من الذاكرة مؤقت، إذ أن المعلومات تٌفقد منها بمجرد انقطاع التيار عنه، فإذا أعيد مثلاً تشغيل الحاسوب فقدت المعلومات. يعتبر هذا النوع من الذاكرات مهم في تعيين أداء البرامج، فهو يعين كم من المساحة تستطيع البرامج استغلالها للتشغيل.

## ذاكرة القراءة فقط

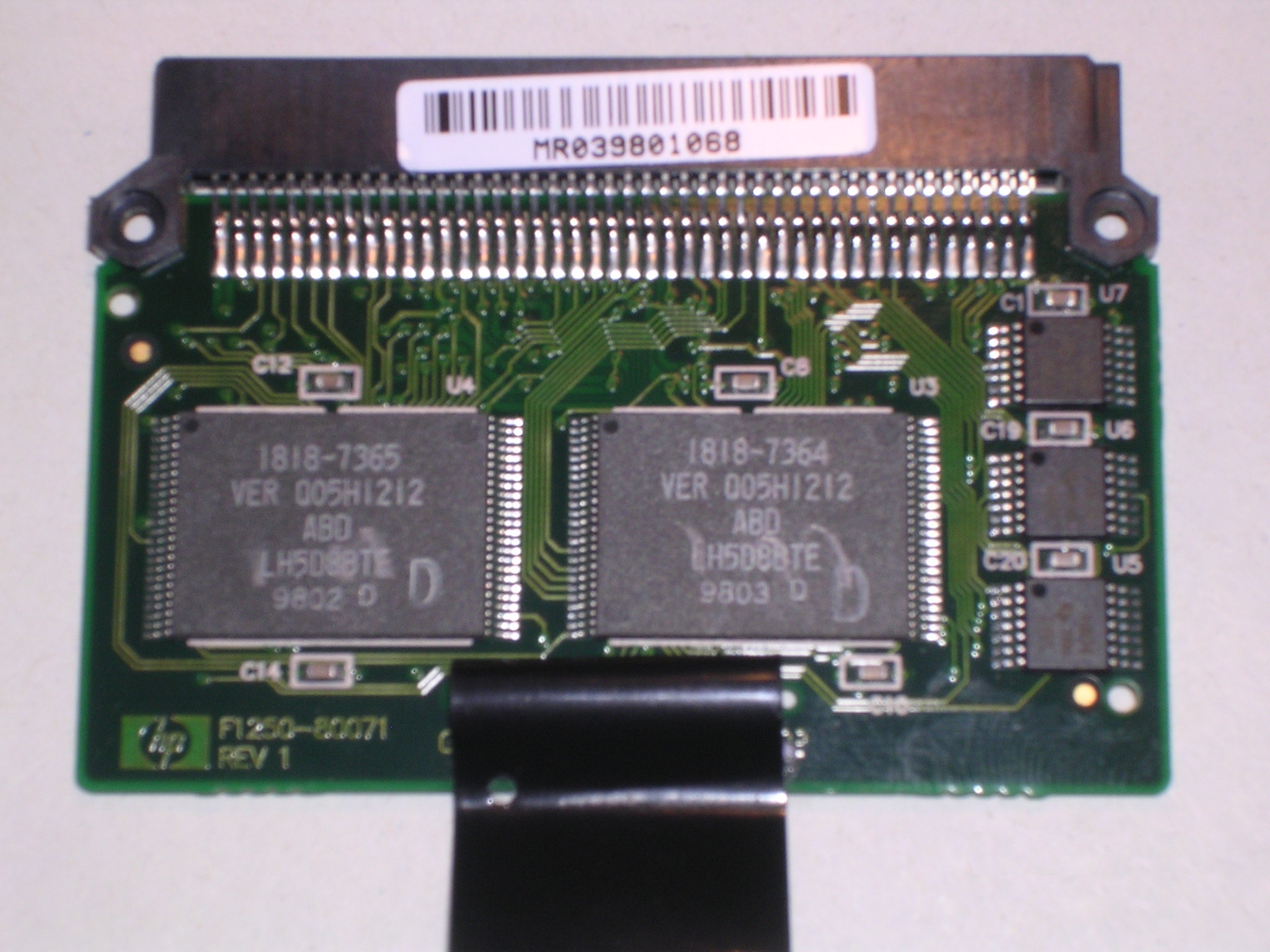
ذاكرة القراءة في حاسبة HP.

ذاكرة القراءة فقط  (بالإنجليزية: Read Only Memory - ROM) وتعتبر المكون الثاني لوحدة الذاكرة الرئيسية وهي ذاكرة تصمم من قبل الشركة المصممة للوحة الأم وهي تحوي برامج منها مشغل الكمبيوتر البدائي بمعنى بداية تشغيل الحاسوب قبل التحميل من القرص الصلب. كما تحتوي على برنامج آخر للتعرف على الأجهزة الموصولة بالحاسوب ويعطي تقرير عن ذلك. كما أنه لا يمكن حذف المعلومات التي تحويها هذه الذاكرة، ولا يمكن التخزين فوقها، ولا تفقد هذه الذاكرة المعلومات عند أنقطاع التيار الكهربائي.